# ヴァイセ・ローゼ (小惑星)
ヴァイセ・ローゼ (7571 Weisse Rose) は小惑星帯に位置する小惑星。ドイツの天文学者フライムート・ベルンゲンがタウテンブルクのカール・シュヴァルツシルト天文台で発見した。
第二次世界大戦中のドイツにおいて行われた非暴力主義の反ナチス運動、白バラ抵抗運動から命名された。